# Eupithecia dura
Eupithecia dura es una especie de polilla de la familia Geometridae. La especie fue descrita por primera vez por András Mátyás Vojnits habiendo sido descrito en 1981, con distribución en China. El holotipo de la especie fue descrita en los alrededores de Li-kiang, al norte de la provincia de Yunnan. Tiene gran similitud morfológica con el grupo de especies E. selinata, pero se diferencia profundamente por sus razgos genitales.